# Cash-Pooling
Der Begriff Cash-Pooling oder Liquiditätsbündelung (englisch cash ‚Liquidität‘ und pooling ‚zusammenführen‘) bezeichnet einen konzerninternen Liquiditätsausgleich durch ein zentrales, meist von der Konzernobergesellschaft übernommenes Finanzmanagement, das den Konzernunternehmen überschüssige Liquidität entzieht bzw. Liquiditätsunterdeckungen durch Kredite ausgleicht. Es ist ein Element des Cash Managements. Wegen des Fremdvergleichsgrundsatzes (Arm's-length-Prinzip) werden für die konzerninternen Geldanlagen bzw. Kreditaufnahmen geldmarktangenäherte Zinsen (allerdings ohne die Gewinnmargen der Banken) berechnet.
Technisch wird hierzu bei der Obergesellschaft ein zentraler „Master Account“ geführt, der sowohl die Geldanlagen als auch die Kreditaufnahmen der Tochtergesellschaften verwaltet. Erst wenn der konzerninterne Liquiditätsausgleich zur Erhaltung der Zahlungsfähigkeit nicht ausreicht, erfolgt ein Zugriff auf externe Geld- und Kapitalmärkte etwa bei Banken. Bilanziell erfolgt bei den Tochtergesellschaften im Falle von Geldanlagen ein Aktivtausch (statt „Forderungen aus Bankguthaben“: „Konzernforderungen“), bei Kreditaufnahmen je nach Verwendung der aufgenommenen Mittel entweder ein Passivtausch (bei der Verwendung zur Tilgung externer Schulden – statt „Bankverbindlichkeiten“: „Konzernverbindlichkeiten“) oder eine Aktiv-Passiv-Mehrung (bei der Kreditaufnahme zum Zweck der Tätigung von Investitionen – mehr Verbindlichkeiten, mehr Vermögen).

## Echtes und unechtes Cash-Pooling

### Echtes „physisches“ Cash-Pooling
Die Zinsoptimierung wird durch die tatsächliche Überweisung der Geldmittel zwischen dem „Master Account“ und den einzelnen Nebenkonten der Konzerntöchter erzielt. Man spricht in diesem Zusammenhang auch vom physischen Cash-Pooling oder Cash Concentration.

### Unechtes Cash-Pooling
Die Zinsoptimierung wird durch die fiktive Gegenverrechnung der valutarischen Salden der Nebenkonten erreicht. Es erfolgt kein effektiver Übertrag der Salden auf das Hauptkonto. Es werden lediglich die Salden der Nebenkonten fiktiv kompensiert und die Zinsen am Hauptkonto effektiv berechnet. Diese Art des Cash-Poolings wird auch Notional Pooling genannt. Eine erweiterte Variante dieses Poolings erlaubt das Verbinden von verschiedenen Währungen, ohne dass Gelder physisch fließen und das Transaktionsrisiko der Währungen damit ausgeschaltet ist bei gleichzeitiger Zinsoptimierung.

## Rechtliche Aspekte
Im Falle der Geldanlagen besitzt die Tochtergesellschaft gegen die Muttergesellschaft einen Rückzahlungsanspruch, den sie jedoch erst bei Austritt aus dem Cash-Pooling geltend machen kann. Solange sie Mitglied im Pool bleibt, entsteht eine kontokorrentähnliche Aufrechnungslage. Diese Abreden werden erst problematisch, wenn bei Mutter- und/oder Tochtergesellschaft eine finanzielle Krise beginnt.

### Rechtsentwicklung
Ein charakteristisches Beispiel für die Unterschiede in der Rechtsentwicklung ist der Grundsatz der Kapitalerhaltung in Deutschland und in Österreich. Ausgehend von der „Bremer Vulkan“-Entscheidung des Bundesgerichtshofs in Deutschland wurden immer strengere Anforderungen an die Zulässigkeit von Krediten innerhalb eines Konzerns aufgestellt. Hier hatte der BGH bereits das bestehende Cash-Pooling scharf kritisiert. Am 24. November 2003 brachte eine weitere BGH-Entscheidung vordergründig eine weitere Verschärfung der Kapitalerhaltungsregeln bei der GmbH. Der oben beschriebene, zeitlich hinausgezögerte schuldrechtliche Rückzahlungsanspruch einer GmbH gegen den „Master Account“ bei der Muttergesellschaft genügte dem höchsten deutschen Gericht nicht. Diese restriktive, gläubigerschützende Haltung zeigte sich auch in zwei weiteren Urteilen vom 16. Januar 2006, in denen der BGH festgestellt hat, dass der gesellschaftsrechtliche Grundsatz der realen Kapitalaufbringung auch im Cash-Pool-System gilt. Der BGH droht beim Cash-Pooling den GmbH-Gesellschaftern mit der Inanspruchnahme aus § 19 GmbHG, während sich Geschäftsführer nach § 43 GmbHG schadensersatzpflichtig machen können. Dies erschwert oder verhindert gar die Kapitalaufbringung für eine Gesellschaft in einem Cash-Pool-Konzern.
Zudem setzen die beim Cash-Pooling-Verfahren in Deutschland vorhandenen Möglichkeiten der Insolvenzanfechtung die Gläubiger einer Gesellschaft, die am Cash-Pooling-Verfahren teilnimmt, einem erhöhten Risiko aus, vom Cash-Pool-Konzern erhaltene Zahlungen zurückgewähren zu müssen.
Diese rechtlichen Hindernisse eines wirtschaftlich sinnvollen Systems wurden durch das am 1. November 2008 in Kraft getretene Gesetz zur Modernisierung des GmbH-Rechts und zur Bekämpfung von Missbräuchen weitgehend beseitigt. Es billigt ausdrücklich das Cash-Pooling, wenn der Rückgewähranspruch der Tochtergesellschaft vollwertig und liquide (jederzeit fällig) ist (§ 30 Abs. 1 Satz 2 GmbHG). Ferner ist im Rahmen der Kapitalaufbringung nunmehr zulässig, dass die Tochtergesellschaft dem Gesellschafter die von ihm erbrachte Einlage wieder zurückzahlen darf, wenn der Rückgewähranspruch der Gesellschaft vollwertig und liquide ist. Ist er es nicht, haftet weiterhin der Geschäftsführer (§ 43 GmbHG). Er haftet auch, wenn er auszahlt und später das Darlehen nicht nach § 490 BGB fristlos kündigt und vom Gesellschafter zurückfordert, wenn sich dessen Vermögensverhältnisse verschlechtern.
In Österreich ist inzwischen das Eigenkapitalersatz-Gesetz (EKEG) in Kraft getreten, das wenigstens einige Leitlinien dafür gibt, wie Cash-Pooling auch in der Krise eines Konzerns betrieben werden kann. Das Verhältnis zwischen Eigenkapitalersatz-Recht und dem vom Obersten Gerichtshof (OGH) fortentwickelten Verbot der Einlagenrückgewähr („Fehringer-Entscheidung“) bleibt aber in Österreich weiterhin unklar.
Erfahrungen mit Cash-Pooling in den letzten Jahren haben gezeigt, dass die rechtlichen Rahmenbedingungen für grenzüberschreitende Cash-Management-Systeme nicht einmal innerhalb der Europäischen Union ausreichend harmonisiert sind. Dazu kommt, dass in den Rechtssystemen der meisten neuen Mitgliedsstaaten die für Cash-Pooling wesentlichen Rechtsgebiete noch nicht so aufeinander abgestimmt sind, dass eindeutige Empfehlungen für die Gestaltung eines Cash-Pools möglich sind. Lediglich in Westeuropa sind sowohl lokale wie auch grenzüberschreitende Cash-Pools bereits ständige Praxis, wenngleich auch hier auf die jeweiligen lokalen Besonderheiten aus dem Steuer- und Gesellschaftsrecht zu achten ist.
In der Praxis konnte diese Rechtsunsicherheit den Siegeszug des Cash-Pooling nicht aufhalten. Das Bedürfnis der meisten Konzerne nach einem funktionierenden Cash-Management war in vielen Fällen wichtiger als die eindeutige Klärung aller Rechtsfragen. Oft mögen auch die faktischen Machtverhältnisse in einem Konzern entscheidend für die Einführung und Ausgestaltung des Cash-Pooling gewesen sein. Dennoch: Einige Grundregeln sollten bei jedem Cash-Pooling beachtet werden.

### Wichtigste Grundregeln
- Die Vertragsgestaltung muss ausgewogen sein – sowohl im Verhältnis zur Bank als auch zwischen den Pool-Gesellschaften.
- Der Cash-Pool muss transparent sein – regelmäßige Berichterstattung und Einsichtsrechte für alle Pool-Gesellschaften sind notwendig.
- Für alle Pool-Gesellschaften müssen Kreditlimits und Konditionen festgelegt und laufend angepasst werden.
- Vor der Einführung eines Cash-Pooling sollten die rechtlichen Rahmenbedingungen für jede einzelne Pool-Gesellschaft geprüft werden.
- Der Cash-Pool muss das Arm's length-Prinzip beachten (siehe Artikel Fremdvergleichsgrundsatz)

### Erfolgreiche Einführung
In der Einführungsphase hat sich bewährt, Fragebögen an alle künftigen Pool-Teilnehmer auszusenden und einen Workshop zu veranstalten, in dem Aufbau und Funktionsweise des Cash-Pooling erläutert werden. Fragen, die dabei oft gestellt werden, beziehen sich auf die Vor- und Nachteile für jede Pool-Gesellschaft, die persönliche Haftung der Geschäftsführer, die Staffelung der Soll- und Habenzinsen, die Bewertung der Bonität innerhalb des Cash-Pooling usw. Werden diese Fragen befriedigend beantwortet, steht der erfolgreichen Einführung eines Cash-Pooling nichts im Wege.

## Vorteile
- Optimale Allokation der internen liquiden Mittel und damit maximale Reduzierung des Fremdkapitals
- zentraler Überblick über die Liquidität der Konzernunternehmen
- Zinsoptimierung durch konzerninterne Geldanlage/Kreditbereitstellung
- Zinsoptimierung durch zentrales Kreditmanagement
- Bankkredite werden geschont

## Risiken
- Klumpenrisiko durch fehlende Streuung
- Erhöhung abstrakter Insolvenzrisiken
- Verlust der wirtschaftlichen Unabhängigkeit von Tochtergesellschaften
- Erfordernis aufwendiger Überwachung und Steuerung

## Offene Fragen
Während in Deutschland die Änderung des GmbH-Gesetzes ein Cash-Pooling weitgehend wieder zulässt, gibt es in Österreich einige Rechtsbereiche, in denen derzeit keine befriedigenden Antworten zum Thema Cash-Pooling gegeben werden können. Dazu gehören etwa die Fragen der Bankkonzession oder die Vermeidung von Beratungsgebühren. Die richtige Konstruktion des Cash-Pooling ist entscheidend dafür, ob diese Rechtsunsicherheiten zu Schwierigkeiten führen.